# Compression de la morbidité
La compression de la morbidité est une évolution démographique qui se caractérise par une survenue de plus en plus tardive des incapacités et de la dépendance chez les personnes âgées à mesure qu'augmente l'espérance de vie dans les sociétés occidentales.
Aujourd'hui reconnue par un certain nombre de spécialistes, l'existence de cette évolution a pu faire l'objet de débats par le passé. Elle implique une augmentation de l'espérance de vie sans incapacités au fil des générations.